# Салваторе Рина
Салваторе Рина (итал. Salvatore Riina), познат и као Тото Рина (итал. Salvatore Riina; 16. новембар 1930, Корлеоне, Сицилија — 17. новембар 2017 Парма, Италија) био је члан Мафије. Био је први човек Коза Ностре до хапшења 1993. године. Наследио га је Бернардо Провенцано, који је ухапшен 2006. године. Највећу моћ је стекао 1980-их и почетком 1990-их година.

## Рани период
Са деветнаест година је као члан локалне банде у Корлеонеу извршио убиство у обрачуну, за шта је одлежао 6 година у затвору. По изласку из затвора, наставио је са криминалним делатностима.
Током 1950-их година у Корлеонеу је главни бос био Микеле Навара. Тото је са својом бандом испланирао убиство Наваре, за кога су радили. После његовог убиства, Тото Рина је постао главни мафијашки фактор у граду. Са групом мафијаша, као Бернардо Провенцано, Лучијано Легио и Антонио Калдероне, одлази у Палермо, којим су намеравали да завладају. Тада постају познати под називом Корлеонези, група чији ће чланови постати први људи Мафије.

## Златне године
После великих ратова Мафије (1981—1983), изашао је као победник, јер су велики босови били похапшени и осуђени. Тада он склапа највеће послове са дрогом. Убрзо се пење до првог човека мафије. Тада почиње велика антикампања уперена против њега. Као највећи борци против мафије истичу се Ђовани Фалконе и Паоло Борселино.

## Пад
У мају 1992. године, по наредби Тота Рине, убијен је Ђовани Фалконе. На ауто-путу за Палермо, на једном каналићу преко којег је прелазио ауто-пут, Ринине плаћене убице поставиле су пола тоне динамита. У тренутку када је ауто прелазио преко тог места, бомба је активирана. Погинули су Фалконе, његова жена и три телохранитеља. У јулу исте године у Палерму постављена је бомба у кола Паола Борселина, при чему је погинуо он и још пет полицајаца.
У јануару 1993. године, полиција је успела да лоцира Рину како уз пратњу свог возача излази из своје куће у Палерму. Специјалне снаге су га ухапсиле када се ауто зауставио на семафору. У почетку је порицао да је он вођа мафије, али је суд то успео да докаже. Осуђен је на максималну казну. Наследио га је Бернардо Провенцано, који је ухапшен 2006. године, после четрдесет и три године скривања. Његови синови такође су постали чланови мафије. 